# Gustave Le Gray

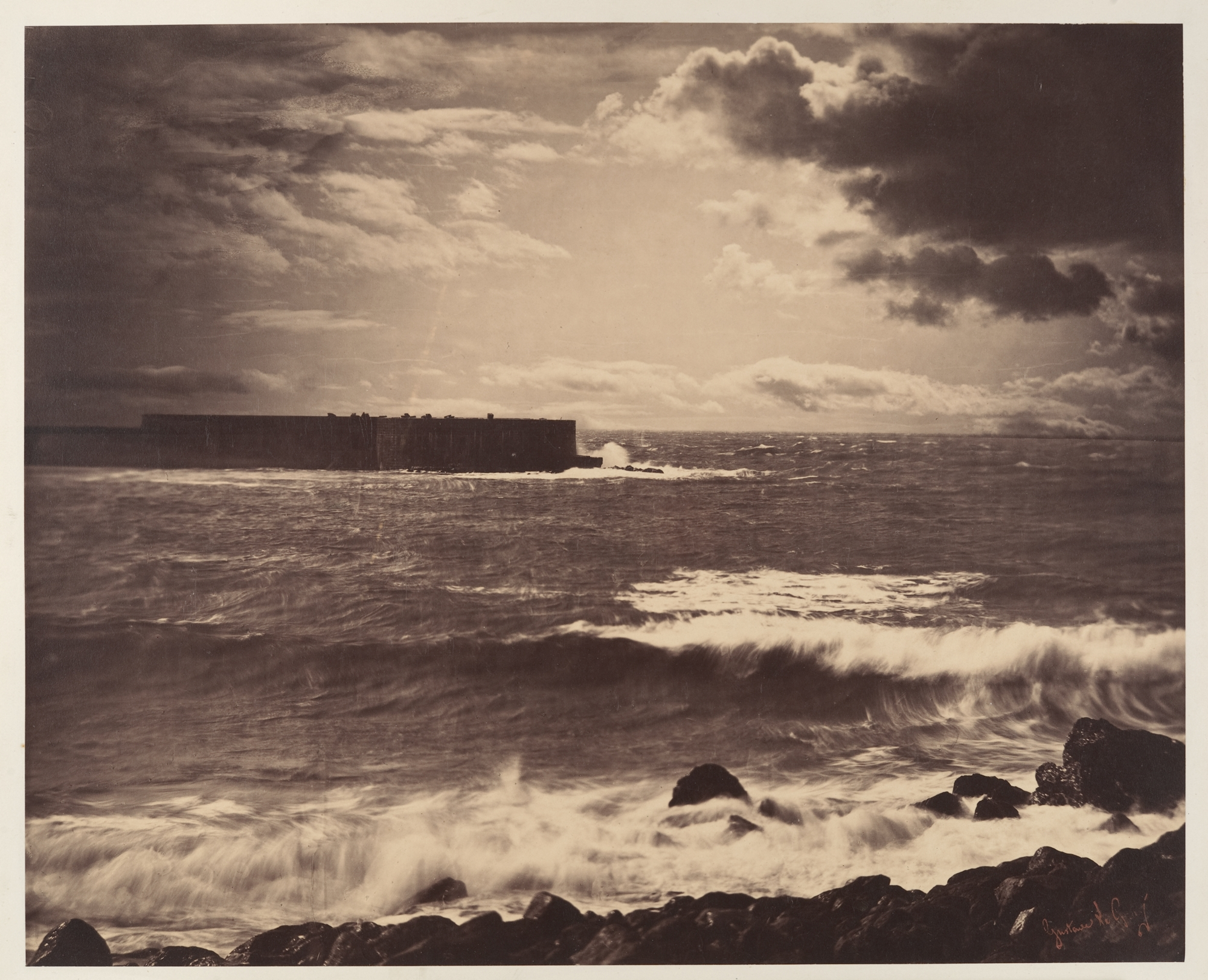
La Grande Vague, Sète, 1857.

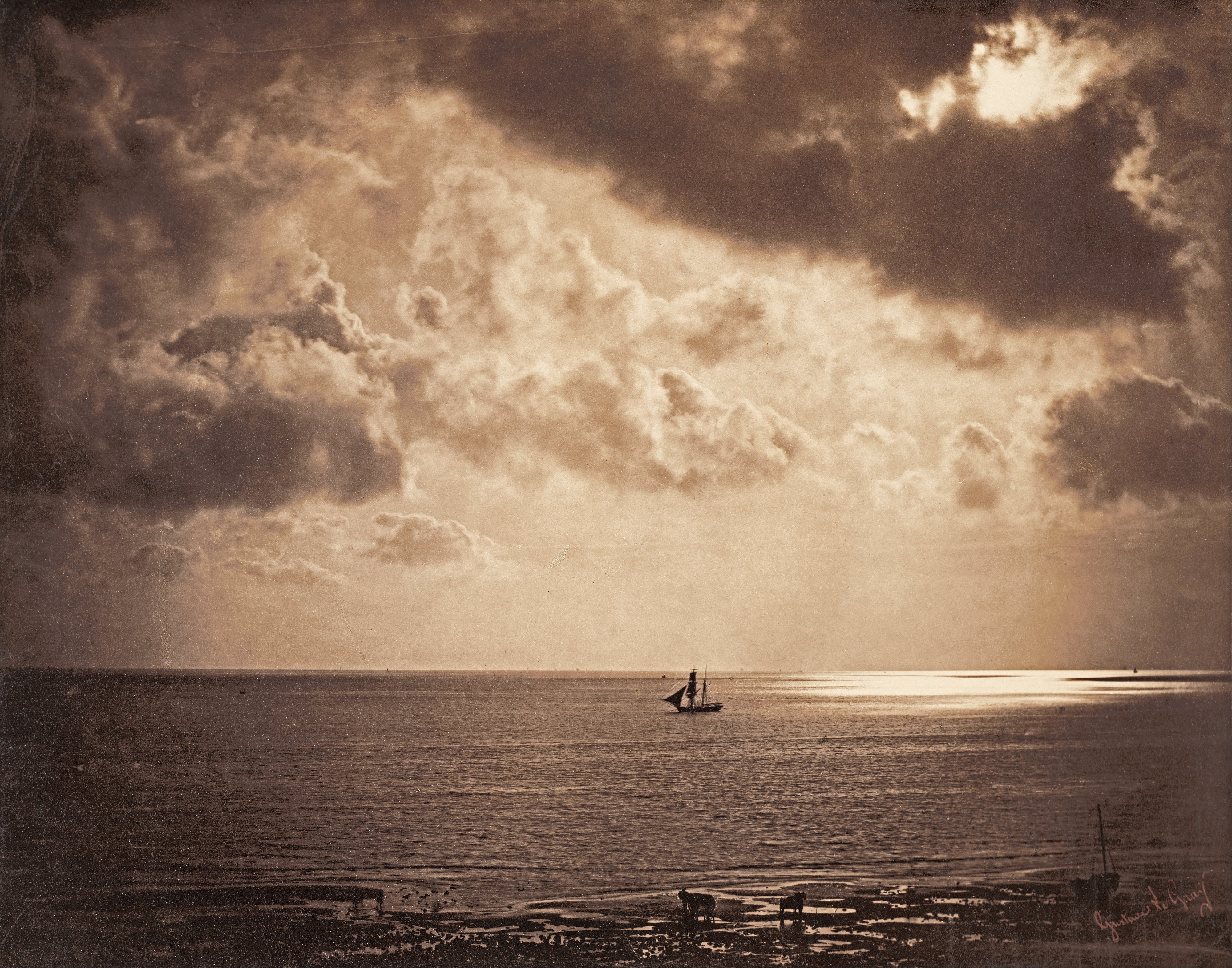
Brick au clair de lune, 1846 o 1847.

Gustave Le Gray (Villiers-le-Bel, 1820 - El Cairo, 1884) fue un investigador y fotógrafo francés.
Nació el 30 de agosto de 1820 en la localidad francesa de Villiers-le-Bel (Val-dÒise), en el seno de una familia de comerciantes. Se licencia en Letras, pero estaba más interesado en el mundo del arte y en 1842 entró como alumno de Paul Delaroche en la escuela de Bellas Artes y como copista del Louvre.
En 1843 viajó a Roma para estudiar con los grandes maestros y la cuna de la civilización occidental. Allí contrajo matrimonio con Palmira Leonardi, con quien formó una numerosa familia. De regreso a París en 1847 continuó su labor en el Louvre y después en el gabinete de estampas de la Biblioteca Real. En 1848, tras experimentar con la daguerrotipia ensayó con el papel encerado como negativo.
Abrió su primer estudio fotográfico en París con la intención de hacer de la fotografía su auténtica profesión  Abrió su laboratorio al público y admitió a estudiantes ansiosos de conocer la experiencia directa de la práctica fotográfica.
En 1850 publicó su primer manual sobre el tema. Tratado práctico de fotografía sobre papel y sobre vidrio y sumaria otros 2 hasta 1954.
Fuera seleccionado junto a Auguste Mestral, Éduard Baldus,Henry Le Secq, e Hippolyte Bayard, por la Comisión de Monumentos Históricos francesa para participar en la Misión Heliográfica  Francesa en 1851, de la que fue cofundador y encargado de Turena y Aquitania. También cofundador de la Sociedad Francesa de Fotografía. 
Simultáneamente con sus experimentos y enseñanzas, llevó a cabo importantes encargos, como el de Charles-Philippe de Chennevières-Pointel de los salones celebrados entre 1851 y 1853, y el de Napoleón III y Eugenia de Montijo de inmortalizar a su hijo, El príncipe Napoleón Luis. Realizó también otros retratos, pero sobre todo son de máximo interés sus vistas de los bosque de Fontainebleu.
Las limitaciones técnicas del daguerrotipo, junto al éxito arrollador de Disdéri, le hicieron abandonar el género del retrato fotográfico para dedicarse a otros géneros como la fotografía de paisaje o la fotografía de viaje
En 1855 se traslada al n.º 35 del Boulevard des Capuchines (En  la misma casa de la Rue des Capucines donde más tarde abriría su estudio Nadar.) desde donde se fragua su periodo más brillante. Sus paisajes marinos tomados entre 1856 y 1957 en las costas de Normandia  y en el Mediterráneo Marcaron el cenit de su carrera consiguiendo gran éxito. El resultado final era una combinación de dos negativos donde cielo y oleaje impresionados por separado resultaban fundidos en perfecta armonía. El dominio de la técnica fotográfica le llevó a obtener grandes resultados en este tipo de paisajes mediante la captación de cielo y mar en una sola toma, razón por la cual se le considera de uno de los precursores de la instantánea fotográfica. 
En 1857, Napoleón III le encomendó registrar las maniobras militares que se celebraron en Châlons-sur-Marne y el posterior encuentro de la flota francesa con la Británica en Brest y Cherbourg, añadiendo nuevas series de gran belleza e interés periodístico como las predecesoras. 
A pesar del éxito alcanzado, la mala gestión de su empresa le obligó a su disolución en febrero de 1860. Sucesivas tragedias familiares le influyeron en el abandono de su hogar y motivaron su marcha a Oriente Próximo, junto con Alejandro Dumas padre, con objeto de ilustrar su viaje a Sicilia y el Mediterráneo. Esta nueva oportunidad, que parecía ofrecer al fotógrafo la esperanza de un regreso espectacular, devino en una imprevisible cadena de circunstancias que precipitaron su caída. Realizó un extraordinario reportaje sobre las ruinas y las barricadas de Palermo. En Alejandría aprovechó para interrumpir su empresa con el escritor.
Se instaló en Egipto como maestro dibujante de los hijos del Gobernador, a la vez que seguía haciendo fotografías. 
Probablemente Falleció en El Cairo en 1884. Se desonoce si fue enterrado en El Cairo o en París.
A Le Gray se deben adelantos técnicos como el empleo del papel encerado seco o la propuesta de utilización del colodión húmedo para un papel negativo en su Tratado práctico de la fotografía, 1849.